# نجيب بطرس غالي
نجيب بطرس غالي (1873 - 1933) كان أكبر أولاد بطرس باشا غالي رئيس نظار مصر (1908- 1910)، و أخو واصف بطرس غالي وزير الحقانية في مصر لمدة خمسة عشر سنة .
تسلم نجيب بطرس غالي وكالة الخارجية المصرية قبل الحرب العالمية الأولى، وعُيّن وزيراً للزراعة في وزارة عدلي يكن الأولى (16 مارس 1921- 24 ديسمبر 1921).